# Vicente Anes Correia
Vicente Anes Correia foi um nobre medieval do Reino de Portugal e pelo casamento Senhor da capela dos Ferreiros e detentor do senhorio do morgado de Touriz, localizado no concelho de Portalegre, que corresponde à cidade portuguesa, capital do Distrito de Portalegre, situada na região do Alentejo, sub-região do Alto Alentejo.

## Relações familiares
Casou com Senhorinha Martins filha de  Martim Peres, de quem teve:
1. Catarina Vicente Correia casada com Gonçalo Anes do Amaral filho de João Lourenço do Amaral (1325 -?), Senhor do Amaral e de Aldonça Vasques.